# M/S Harmony of the Seas
Harmony of the Seas er et krydstogtskib i Oasis-klassen, der blev fremstillet på skibsværftet STX Europe i Saint-Nazaire, Frankrig. Det er ejet af det amerikanske rederi Royal Caribbean International og blev sat til søs i 2016. Med en lasteevne på 226.963 GT er det blandt verdens største passagerskibe og overgik søsterskibene Oasis of the Seas og Allure of the Seas med 2.000 bruttotons.